# 麻品王
麻品王（まひんおう、成王、? - 291年1月29日）は、金官伽倻の第3代の王（在位:259年 - 291年）。父は居登王、母は慕貞である。王妃は許王后の媵臣（嫁にいく女の付き人）としてサータヴァーハナ朝から伽耶に渡来した官職宗正監の趙匡の孫娘の好仇であり、第4代の王である居叱弥王（徳王）は、2人の間に出来た息子である。 